# Э13 (электровоз)
Э13 — опытный двухсекционный восьмиосный электровоз постоянного тока напряжения 3 кВ, тип 13. Разрабатывался и строился Тбилисским электровозостроительным заводом (ТЭВЗ). Разработка шла на базе электровоза ВЛ11М. По сравнению с ним кузов обновлён, кабина выполнена в стиле применённой на электровозе ВЛ15; при этом на кабине отсутствуют высоковольтные розетки. Всего было построено два таких электровоза, получившие порядковые номера 001 (сдан в апреле 1992 года) и 002 (сдан в мае 1993 года). Обе машины поступили в Россию для эксплуатации на Свердловской железной дороге. На базе электровозов Э13 и ВЛ15 позже был создан пассажирский односекционный электровоз (4Е1).

## История создания
Создание данного локомотива обусловлено нехваткой на то время пассажирских электровозов постоянного тока. Разработка Э13 шла параллельно с выпуском электровоза ВЛ11М, с которым он был унифицирован. Не имея опыта создания пассажирских локомотивов (с более высокой конструктивной скоростью), было принято решение проектировать грузопассажирский электровоз.

## Технические характеристики
Основные параметры двухсекционного электровоза Э13:
- ширина колеи — 1520 мм;
- напряжение и род тока — 3 кВ постоянного тока;
- осевая формула — 2×(20-20);
- длина по осям автосцепок — 32 840 мм;
- ширина — 3160 мм;
- служебная масса (в рабочем состоянии) — 172 т;
- нагрузка от оси на рельсы — 21,5 тс;
- сила тяги часового режима (при скорости 65,4 км/ч) — 322 кН;
- мощность:
  - часового режима — 8 × 750 = 6000 кВт;
  - длительного режима — 8 × 650 = 5200 кВт;
- передаточное отношение — 30 : 82 = 1 : 2,73;
- конструкционная скорость — 120 км/ч.

Возможна эксплуатация локомотива при увеличении количества секций до трёх и четырёх (путём добавления секций от другого Э13).

## Конструкция

### Электрооборудование
Электровоз оборудован реостатно-контакторной системой управления (РКСУ). По электрической части (все вспомогательные машины и значительная часть электрооборудования) Э13 аналогичен электровозу ВЛ11М. Он имел такие же три схемы включения тяговых электродвигателей (ТЭД): последовательное (сериесное, С), последовательно-параллельное (СП) и параллельное (П). Контроллер машиниста встроен в пульт, а главная рукоятка выполнена как штурвал. Количество позиций штурвала контроллера, как и у ВЛ11М, равно 49 (включая нулевую позицию). Среди них позиции 20, 33 и 48 являются ходовыми (для схем соединений С, СП и П, соответственно). Реверсивно-селективная рукоятка имеет 11 положений: моторное (М) назад, нулевое, моторное (М) вперёд, четыре для ослабления возбуждения (от ОВ1 до ОВ4), электродинамического торможения (ЭДТ), а также для трёх схем соединения ТЭД (С, СП и П) при рекуперативном торможении. На Э13 применены ТЭД последовательного возбуждения типа ТЛ3-1 (ТЛ3В) с двусторонней косозубой передачей (напряжение на зажимах 1500 В, мощность 750 кВт при токе 535 А в часовом режиме, 650 кВт при токе 464 А в длительном режиме). Данная модель ТЭД аналогична двигателю ТЛ3Б электровоза ВЛ15, но рассчитана на тяговый редуктор с передаточным отношением 30 : 82 = 1 : 2,73 (для ВЛ15 отношение 23 : 88 = 1 : 3,826). Вспомогательные машины: мотор-вентилятор ТЛ-110В с генератором управления НБ-110В, возбудитель (мотор-генератор) НБ-436В, мотор-компрессор ТЛ-122 с компрессором КТ-6Эл, быстродействующий выключатель БВП-5-0.2. Электровоз оборудован системой отопления поезда. Для обеспечения токосъёма на крыше каждой секции локомотива установлен пантографный токоприёмник.

### Тормозное оборудование
На электровозе установлена электропневматическая тормозная система пассажирского типа, а также применено рекуперативное и реостатное торможение. Последние две системы подключены к системе автоматического управления (САУРТ). Задатчик скорости получает задание с пульта машиниста. При превышении уставки скорости происходит увеличение тормозного усилия, а при возврате в допустимый интервал — его снижение.

## Эксплуатация
20 января 1992 года, незадолго до ввода локомотивов в эксплуатацию, было создано Министерство путей сообщения Российской Федерации (МПС России, или МПС РФ), которое играло роль оператора российского подвижного состава на магистральных линиях до передачи им функций управления ОАО «Российские железные дороги» (РЖД) 1 октября 2003 года. После эксплуатационных испытаний обе машины были отправлены на Свердловскую железную дорогу (где и эксплуатировались до списания) для вождения пассажирских на участках до Перми.
Оба электровоза изначально получили приписку ТЧЭ-10 (Чусовская), в июне 2001 переведены в ТЧЭ-17 (Пермь-Сортировочная), а ещё через год получили последнюю приписку — ТЧЭ-1 (Смычка).
Известно, что электровоз Э13-001 исключён из инвентаря в октябре 2014 года; Э13-002 также был списан, но точных данных о времени списания не обнаружено.